# Pingasa albida
Pingasa albida är en fjärilsart som beskrevs av Charles Oberthür 1913. Pingasa albida ingår i släktet Pingasa och familjen mätare. Inga underarter finns listade i Catalogue of Life.